# 尤利安·弗拉德
尤利安·弗拉德（羅馬尼亞語：Iulian Vlad；1931年2月23日—2017年9月30日），上将，罗马尼亚共产党中央委员会委员，罗马尼亚内务部部长级国务秘书兼国家安全局局长，国防委员会委员。

## 生平
1931年，出生于罗马尼亚多尔日县戈戈舒乡戈戈希察村宗教职员家庭。1939年，在家乡读小学。1943年，在克拉约瓦“格奥尔基·利茨乌”高等商学校学习。1946年，入团。1947年，任多尔日县委员会委员和布拉博瓦农村地区委员会书记。1948年，任伯伊莱什蒂地区委员会常务委员兼伯伊莱什蒂地区委员会书记。1949年，在罗马尼亚劳动青年联盟中央团校学习。1950年，入党。1951年，在内务部博托沙尼军官学校学习。
1952年，被授予少尉军衔，被分配到内务部政治事务总局宣传鼓动局工作。1953年，调到国家安全部工作。1954年，任国家安全部干部总局教育工作科科长。8月，晋升中尉。1957年，任内务部干部总局教育服务部副主任、主任。8月，晋升上尉。1960年，任内务部干部总局副局长。1962年，晋升为少校。1964年，晋升为中校。1967年，任国家安全委员会教育总局局长。12月，晋升为上校。1970年，任内务部人员训练局局长。1971年，晋升为少将。1972年，任内务部干部和教育总局局长。1974年，任伯尼亚萨高级警官学院院长。
1977年，任内务部国务秘书。5月，晋升为中将。1980年，在布加勒斯特大学法律系、“斯特凡·乔治乌”社会政治经济教育学院组织管理系进修。1983年，任罗马尼亚内务部副部长。1984年，晋升为上将。1987年，任罗马尼亚内务部部长级国务秘书兼国家安全局局长。10月，任罗马尼亚国防委员会委员。1989年，罗马尼亚革命，被逮捕。1990年，解除职务，转入预备役，判处有期徒刑25年。1993年，获得总统特赦。2017年，去世。